# Perth (Tasmania)
Perth – miasto w Australii, na Tasmanii.